# 卧牛河 (扎兰屯)

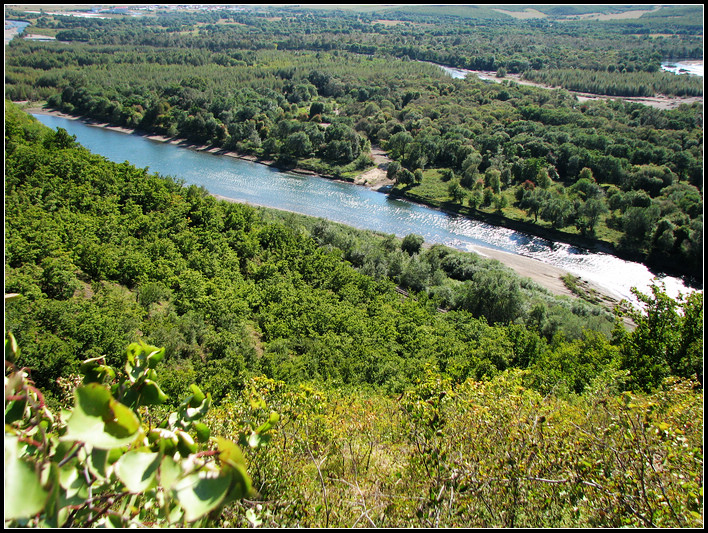
卧牛河下游河段

卧牛河，位于中华人民共和国内蒙古自治区呼伦贝尔市扎兰屯市，是嫩江水系雅鲁河的左岸支流，发源于扎兰屯市卧牛河镇北端乌色奇山北部，蜿蜒向南流经庙尔山林场、一心村等地，于卧牛河村转西流，流入杨旗山水库，出库后继续西流至红旗村以南汇入雅鲁河。河流全长98.3千米，流域面积1460平方千米，河道平均比降2.85‰，年均径流量2.0亿立方米。卧牛河流域地处大兴安岭与松嫩平原过渡地带，干流流经低山丘陵区，河槽深窄，支流短促。